# Zangozerria
Die Comarca Zangozerria ist eine der 14 Comarcas in der autonomen Gemeinschaft Navarra.
Die im Südosten gelegene Comarca umfasst 16 Gemeinden auf einer Fläche von 665,35 km².

## Gemeinden
| Gemeinde                | Einwohner (2024) | Fläche km² | Dichte Einw./km² | Cod INE | Postleitzahl |
| ----------------------- | ---------------- | ---------- | ---------------- | ------- | ------------ |
| Aibar/Oibar             | 762              | 47,71      | 16               | 31009   | 31460        |
| Cáseda                  | 943              | 85,61      | 11               | 31069   | 31490        |
| Castillonuevo           | 15               | 26,34      | 1                | 31071   | 31684        |
| Eslava                  | 106              | 19,09      | 6                | 31094   | 31494        |
| Ezprogui                | 51               | 46,39      | 1                | 31103   | 31492        |
| Gallipienzo             | 98               | 56,45      | 2                | 31110   | 31493        |
| Javier                  | 111              | 46,60      | 2                | 31135   | 31411        |
| Leache/Leatxe           | 40               | 14,63      | 3                | 31146   | 31460        |
| Lerga                   | 43               | 21,75      | 2                | 31151   | 31494        |
| Liédena                 | 351              | 19,28      | 18               | 31155   | 31487        |
| Lumbier                 | 1.327            | 57,38      | 23               | 31159   | 31440        |
| Petilla de Aragón       | 26               | 28,05      | 1                | 31203   | 50686        |
| Romanzado/Erromantzatua | 191              | 91,44      | 2                | 31209   | 31454        |
| Sada                    | 128              | 12,65      | 10               | 31212   | 31491        |
| Sangüesa/Zangoza        | 4.862            | 68,03      | 71               | 31216   | 31400        |
| Yesa                    | 290              | 22,95      | 13               | 31261   | 31410        |
| Comarca Zangozerria     | 9.344            | 665,35     | 14               | –       | –            |

Auf dem Gebiet der Comarca befinden sich noch die folgenden vier gemeindefreien Gebiete (Comunidades) auf einer Gesamtfläche von 1,00 km²:
| Facería 8:  | 0,02 km² |
| Facería 11: | 0,54 km² |
| Facería 15: | 0,20 km² |
| Facería 92: | 0,24 km² |